# What Goes Around... Comes Around
"What Goes Around... Comes Around" är en låt framförd av Justin Timberlake. Låten är producerad av Timbaland, Danja och Justin Timberlake. Låten är med på Timberlakes andra studioalbum FutureSex/LoveSounds. Låten släpptes som singel i början av år 2007  och är den tredje singeln från albumet, efter "SexyBack" och "My Love". Singeln blev Timberlakes tredje etta på Billboard Hot 100. 
Den blev på den 50:e Grammy-galan (2008) nominerad till "Record of the Year" och vann "Best Male Pop Vocal Performance".

## Låtlista
Maxisingel
1. "What Goes Around... Comes Around" (Radio edit)
2. "Boutique In Heaven" (Main version - explicit)
3. "What Goes Around... Comes Around" (Mysto & Pizzi main mix)
4. "What Goes Around... Comes Aroundd" (Junkie XL Small Room mix)

CD-singel
1. "What Goes Around... Comes Around" (Radio edit)
2. "What Goes Around... Comes Around" (Sebastien Leger Remix - Radio edit)